# عبد المتعال
عبد المتعال (19 أبريل 1994 بأوترخت في هولندا - ) هو لاعب كرة قدم بوسني وهولندي في مركز الدفاع. لعب مع المير سيتي.

## وصلات خارجية
- عبد المتعال على موقع الاتحاد الأوربي (الإنجليزية)
- عبد المتعال على موقع قاعدة بيانات كرة القدم.إي يو (الإنجليزية)
- عبد المتعال على موقع Soccerway.com (الإنجليزية)
- عبد المتعال على موقع عالم كرة القدم.نت (الإنجليزية)